# Mys Enniberg
Enniberg je mys na severu ostrova Viðoy, který je nejsevernějším bodem Faerských ostrovů. Nejbližším sídlem je Viðareiði.
Mys Enniberg je nejvyšší útes na světě, který se tyčí kolmo z moře. Na Zemi je sice několik vyšších útesů, ty však nejsou svislé. Svislá skalní stěna na Ennibergu dosahuje výšky 754 metrů nad mořskou hladinou. Je tak druhým nejvyšším pobřežním útesem v Evropě po Hornelenu na norském ostrově Bremangerlandet, který je však povlovnější. 
Mys je oblíbeným cílem turistů a pořádají se na něj výlety pěšky i lodí, přístup však komplikuje vítr a častá mlha. Je zde možné pozorovat rozsáhlou kolonii papuchalka severního. V roce 2018 zlezli útes jako první James Pearson, Cedar Wright a Júdži Hirajama.